# Velet
Velet és un municipi francès situat al departament de l'Alt Saona i a la regió de Borgonya - Franc Comtat. L'any 2007 tenia 432 habitants.

## Demografia

### Població
El 2007 la població de fet de Velet era de 432 persones. Hi havia 160 famílies, de les quals 28 eren unipersonals (12 homes vivint sols i 16 dones vivint soles), 60 parelles sense fills, 64 parelles amb fills i 8 famílies monoparentals amb fills.
La població ha evolucionat segons el següent gràfic:
Habitants censats

### Habitatges
El 2007 hi havia 175 habitatges, 166 eren l'habitatge principal de la família, 5 eren segones residències i 4 estaven desocupats. 170 eren cases i 3 eren apartaments. Dels 166 habitatges principals, 155 estaven ocupats pels seus propietaris, 10 estaven llogats i ocupats pels llogaters i 1 estava cedit a títol gratuït; 1 tenia una cambra, 1 en tenia dues, 16 en tenien tres, 30 en tenien quatre i 118 en tenien cinc o més. 126 habitatges disposaven pel capbaix d'una plaça de pàrquing. A 55 habitatges hi havia un automòbil i a 94 n'hi havia dos o més.

### Piràmide de població
La piràmide de població per edats i sexe el 2009 era:
| Homes | Edats   | Dones |
| ----- | ------- | ----- |
| 0     | 95 o +  | 4     |
| 0     | 90 a 94 | 0     |
| 4     | 85 a 89 | 0     |
| 0     | 80 a 84 | 8     |
| 8     | 75 a 79 | 4     |
| 20    | 70 a 74 | 16    |
| 8     | 65 a 69 | 12    |
| 16    | 60 a 64 | 24    |
| 8     | 55 a 59 | 4     |
| 16    | 50 a 54 | 12    |
| 16    | 45 a 49 | 20    |
| 24    | 40 a 44 | 28    |
| 16    | 35 a 39 | 8     |
| 8     | 30 a 34 | 12    |
| 12    | 25 a 29 | 4     |
| 8     | 20 a 24 | 8     |
| 24    | 15 a 19 | 24    |
| 24    | 10 a 14 | 24    |
| 4     | 5 a 9   | 8     |
| 4     | 0 a 4   | 4     |

## Economia
El 2007 la població en edat de treballar era de 271 persones, 202 eren actives i 69 eren inactives. De les 202 persones actives 190 estaven ocupades (106 homes i 84 dones) i 12 estaven aturades (2 homes i 10 dones). De les 69 persones inactives 31 estaven jubilades, 22 estaven estudiant i 16 estaven classificades com a «altres inactius».

### Ingressos
El 2009 a Velet hi havia 165 unitats fiscals que integraven 430,5 persones, la mediana anual d'ingressos fiscals per persona era de 18.068 €.

### Activitats econòmiques
Dels 15 establiments que hi havia el 2007, 2 eren d'empreses extractives, 1 d'una empresa alimentària, 2 d'empreses de fabricació d'altres productes industrials, 7 d'empreses de construcció, 2 d'empreses de comerç i reparació d'automòbils i 1 d'una empresa de serveis.
Dels 3 establiments de servei als particulars que hi havia el 2009, 2 eren guixaires pintors i 1 empresa de construcció.
L'únic establiment comercial que hi havia el 2009 era una fleca.
L'any 2000 a Velet hi havia 5 explotacions agrícoles.

## Equipaments sanitaris i escolars
El 2009 hi havia una escola elemental integrada dins d'un grup escolar amb les comunes properes formant una escola dispersa.

## Poblacions més properes
El següent diagrama mostra les poblacions més properes.